# Tương tác người–máy
Tương tác người–máy (Giao tiếp người–máy, tiếng Anh: Human–computer interaction, viết tắt HCI) bao gồm công việc nghiên cứu, hoạch định, thiết kế và khai thác sự giao tiếp giữa con người (người dùng) và máy tính.
Đây thường được coi là ngành giao thoa giữa khoa học máy tính, khoa học hành vi, thiết kế, nghiên cứu truyền thông và một số lĩnh vực nghiên cứu khác. Thuật ngữ này được Stuart K. Card, Thomas P. Moran và Allen Newell phổ biến trong cuốn sách xuất bản năm 1983 The Psychology of Human-Computer Interaction, mặc dù nó đã từng được các tác giả sử dụng từ năm 1980. Thuật ngữ này gợi ý rằng, khác với các công cụ khác có nhiều hạn chế khi sử dụng (như cái búa, dùng để đóng đinh, nhưng không làm được việc gì khác), một chiếc máy tính có rất nhiều công dụng và chúng được thực hiện nhờ sự giao tiếp không giới hạn giữa người dùng và máy tính.

## Mở đầu
Con người tương tác với máy tính bằng nhiều cách khác nhau; giao diện giữa con người và máy tính đóng vai trò quan trọng để tạo điều kiện cho sự tương tác. Các phần mềm máy tính, trình duyệt internet, máy tính cầm tay, và các ki-ốt máy tính sử dụng những giao diện đồ họa người dùng (GUI) thịnh hành ngày nay. Giao diện giọng nói người dùng (VUI) được sử dụng cho nhận dạng giọng nói, hệ thống tổng hợp. Đa phương thức mới nổi và giao diện đồ họa người dùng cho phép con người tương tác với hiện thân nhân vật đại diện bằng cách mà các mô hình giao diện khác không thể đạt được. Lĩnh vực Tương tác người–máy tính phát triển cả trong chất lượng tương tác, và cả trong những nhánh khác nhau trong lịch sử cho nó. Thay vì thiết kế giao diện thông thường, những nhánh nghiên cứu khác nhau tập trung vào các khái niệm của đa phương thức. Những bước tiến lớn trong các nghiên cứu thuộc lĩnh vực Tương tác người–máy tính ở các mảng: Giao diện thông minh và thích ứng, Điện toán phổ biến và Điện toán di động.